# Bart Gets an "F"
'Bart Gets an F' é o primeiro episódio da segunda temporada do seriado de animação de comédia de situação The Simpsons. Foi exibido originalmente nos Estados Unidos em 11 de outubro de 1990. No episódio, Bart tira zero em quatro exames de história, e o diretor da escola recomenda que ele repita a quarta série. Bart diz que irá começar a fazer o seu melhor, buscando ajuda com o gênio da classe Martin Prince. Naquela noite, Springfield é atingida por uma enorme nevasca, e a escola está fechada, dando Bart outro dia para estudar.
O episódio foi escrito por David M. Stern e dirigido por David Silverman. O Prefeito Quimby faz sua primeira aparição e o episódio foi o primeiro a contar com uma nova sequência de abertura. "Bart Gets an F" foi o terceiro episódio produzido para a segunda temporada, mas foi escolhido para ser a estreia, porque Bart fazia muito sucesso naquela época.
Devido ao sucesso da primeira temporada de The Simpsons, a Fox decidiu mudar o show para quinta-feira, às oito horas da noite, para competir com o programa da NBC The Cosby Show. Durante o verão, várias agências de notícias publicaram histórias sobre a suposta rivalidade "Bill vs. Bart". Vários críticos previram que "Bart Gets an F" teria uma péssima audiência em seu confronto com The Cosby Show. No entanto, de acordo com o sistema de mediação de audiências Nielsen Ratings foi assistido por cerca de 33,6 milhões de espectadores, e recebeu uma quota de 18,4/29 no perfil demográfico de telespectadores entre os 18 aos 49 anos de idade, terminando em segundo lugar no seu horário, atrás de The Cosby Show, que teve uma quota de 18,5/29. Tornou-se o maior programa avaliado e mais visto na história da Rede Fox e permaneceu nessa posição até 1 de janeiro de 1995. A partir de 2012, ainda é o episódio mais assistido nos Estados Unidos na história de The Simpsons. O episódio recebeu críticas positivas dos críticos de televisão e ficou em trigésimo primeiro lugar na lista de 1999 da Entertainment Weekly "Os 100 maiores momentos da televisão".

## Enredo
Quando Bart apresenta sua redação sobre o livro "Treasure Island", fica claro que ele não leu o livro. A Srta. Krabappel pergunta a ele qual o nome do pirata protagonista do livro. Obviamente, Bart não conseguiu responder. Srta. Krabappel diz que as notas do Bart ficaram muito mais piores desde o começo do termo, e avisa Bart de um outro teste amanhã, mas Bart não presta atenção a uma palavra do que ela diz. Bart tenta estudar, mas ele frequentemente procrastina no tempo que ele deveria estudar. Antes do teste, Bart "desmaia" e vê a enfermeira, que diz para Bart ficar em casa porque ela acha que Bart está doente. Em casa, Bart procrastina novamente e chama Milhouse para ver quais as respostas dele. Bart faz o teste, recebe um F e é avisado que o esforço de Bart é "muito pior do que o exame de Milhouse". Homer e Marge tem uma conversa com a Srta. Krabappel e o psiquiatra da escola, Dr. J. Loren Pryor, que sugere que Bart repita.
Porque ele não quer repetir a quarta série, Bart quer Martin como ajuda. Ele ajuda Bart a estudar. Um tempo depois, na noite, Bart reza para que algo faça ele não ir à escola para que ele possa ter mais tempo para estudar. Naquela noite, Springfield é atingida com muita neve, e as escolas se fecham.
Após ser avisado, Bart se prepara para ter um dia de neve divertido. Mas Lisa lembra Bart da oração, então Bart é obrigado a estudar em casa. Bart fica concentrado enquanto estuda, e após acabar o teste, ele diz à Srta. Krabappel para imediatamente dar a nota. Ela devolve o teste à Bart, e ele vê que ganhou 49%… Outro F! Mas Bart explica alguns fatos à Srta. Krabappel e ela finalmente sabe que Bart estudou. Ela dá Bart um ponto extra por demonstrar um pouco de conhecimento, aumentando a nota para um D-. Homer mostra a nova melhoria pessoal de Bart na geladeira.

## Produção

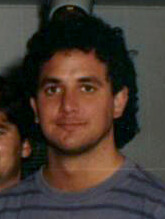
O episódio foi escrito por David M. Stern.

"Bart Gets an F" foi o primeiro episódio de The Simpsons escrito por David M. Stern. Foi dirigido por David Silverman. Durante o verão de 1990, a natureza rebelde de Bart foi caracterizado por alguns pais e conservadores como um modelo pobre para as crianças enquanto várias escolas públicas americanas proibiram camisetas com frases ao lado de Bart como "eu sou Bart Simpson. Quem diabos é você?" e "Fracassado! ('E orgulhoso, cara!')". Vários críticos pensaram que o episódio foi uma resposta a essas controvérsias. No entanto, o produtor executivo James L. Brooks respondeu que não era, mas acrescentou, "estamos atentos a isso. Eu acho que é importante para nós que Bart seja mal na escola. Há alunos assim. Além disso, eu sou muito cuidadoso quando o assunto é televisão, onde todos nós somos um modelo. Você não vive através de modelos na vida real. Porque é que a televisão está cheio deles?" Sam Simon comentou que "não são temas para o show que fizemos no ano passado, temas importantes, eu acho que é uma homenagem à forma como foi executado a eles que ninguém percebeu que tinha um ponto. Bart diz "Cowabunga" pela segunda vez (a primeira vez em "The Telltale Head"), que foi comumente associado com Bart através da sua utilização como um slogan. Prefeito Quimby faz sua primeira aparição neste episódio, sem a sua marca registrada na faixa que diz "Mayor". A faixa foi adicionada mais tarde porque os escritores temiam que os espectadores não a reconheceria.
O episódio foi o primeiro a apresentar uma sequência de abertura nova, que foi encurtada por quinze segundos de seu comprimento original, de cerca de 1 minuto e 30 segundos. A sequência de abertura para a primeira temporada mostra Bart roubando uma placa de parada de ônibus; enquanto a nova sequência apresenta o movimento dele no skate, passando pelos vários personagens que tinham sido introduzidos durante a temporada anterior. A partir desta temporada, houve três versões da abertura: uma versão de um minuto, uma de 45 segundos e uma versão de 25 segundos. Isso deu aos editores do show mais margem de manobra. David Silverman acredita que os animadores começaram a "entrar em seu próprio", como eles haviam se acostumado com os personagens e foram capazes de conseguir mais com a atuação de caráter. Durante a cena em que Bart faz um discurso onde ele afirma que é "burro como uma pós", Silverman queria cortar de vários ângulos muito rapidamente para dar uma sensação de ansiedade. O projeto de Martin Prince foi mudado várias vezes durante o episódio. Havia um modelo diferente, que tinha os olhos maiores e cabelo "selvagem", projetados para a cena em que Martin trai Bart e foge. Silverman descreve a sequência "Snow Day" como uma das coisas mais difíceis que ele já teve que animar. Possui diferentes personagens envolvidos em várias atividades, sendo difícil calcular o tempo corretamente. A fantasia de Bart (onde ele vê os pais dos fundadores dos Estados Unidos) usa cores suaves e variações de vermelho, branco e azul. Silverman também teve que trabalhar duro para fazer Bart chorar sem fazer seu projeto parecer muito fora do normal, e esta é a razão pela qual ele foi mostrado cobrindo o rosto com um pedaço de papel.

## Primeira exibição

### Mudança para a quinta-feira
A primeira temporada de The Simpsons tinha terminado com uma excelente audiência, se tornando a primeira série da Fox a se classificar entre os trinta shows de maior audiência e Bart rapidamente se tornou um dos personagens mais populares na televisão, no que foi denominado de "Bartmania". Devido ao sucesso da primeira temporada do show, a rede Fox decidiu mudar o horário de The Simpsons na esperança de roubar audiência da NBC e de gerar mais receita publicitária, e de aumentar a audiência de Beverly Hills, 90210 e Babes, que sucediam o show. O show foi exibido no mesmo horário de domingo, onde iria competir com o programa da NBC The Cosby Show, o show número um naquela época. Muitos dos produtores de The Simpsons, incluindo James L. Brooks, eram contra a mudança. O show entrou no top dez do shows mais assistidos, enquanto era exibido aos domingos, e eles sentiram que a medida iria destruir sua audiência. Ele comentou que "De repente, um show que foi um sucesso está lutando por sua sobrevivência" [...] Nós não estamos lutando contra 'Cosby', "nós só queremos obter boas avaliações. Houve duas semanas em minha vida, quando o show era o número um na classificação, e no domingo à noite, tivemos a chance de ser o número um show no país. Eu não acho que nós temos uma chance na noite de quinta-feira".
Two Cars in Every Garage and Three Eyes on Every Fish foi o primeiro episódio produzido para a temporada, mas "Bart Gets an F" foi ao ar primeiro porque Bart era popular na época e os produtores queriam estrear com um episódio envolvendo ele. Ele foi ao ar como a oposição do quarto episódio da sétima temporada de The Cosby Show, intitulado de "Period of Adjustment" (em português "Período de Ajuste"), que destacou a adição de Erika Alexander no elenco. Os primeiros 13 episódios de The Simpsons tinham sido reprisados várias vezes durante o verão, e a Fox fortemente promovia o primeiro episódio novo desde maio, e as agências de notícias publicaram histórias sobre a suposta rivalidade de "Bill vs. Bart".

### Nielsen Rating
As reprises de The Simpsons que foi ao ar no horário quinta-feira, contra novos episódios de The Cosby Show, ficaram na septuagésima terceira posição nas classificações semanais (em comparação com o terceiro lugar de The Cosby Show). Vários críticos previram que "Bart Gets an F" perderia para The Cosby Show. Greg Dawson do Orlando Sentinel escreveu que "[..] os frescos dos Simpsons não terão nem cinco pontos de audiência [...]". O executivo da Fox Peter Chernin disse que eles estavam na esperança de estabelecer um ponto de apoio na quinta-feira a noite e que "se estamos realmente com sorte, e muita sorte, vamos chegar em segundo lugar".
Os primeiros dados da noite em 24 cidades projetou que The Simpsons teve um 19,9pontos de audiência e participação de 30% da audiência, enquanto The Cosby Show teve 19,3 pontos e 29% de participação. No entanto, a audiência final de "Bart Gets an F" foi de 18,4 pontos e uma quota de 29% do público, terminando em segundo no seu horário, atrás de The Cosby Show, que teve um índice de 18,5 pontos, com uma quota de 29%. Na época, a NBC tinha 208 afiliadas de televisão, enquanto a Fox só tinha 133. Ele terminou em oitavo na classificação semanais, empatado com Who's the Boss?, enquanto The Cosby Show terminou em sétimo. A classificação se baseia no número de televisores domésticos que estavam sintonizados no programa, mas a Nielsen Media Research estima que 33,6 milhões de telespectadores assistiram o episódio, tornando-se o sow número um em termos de espectadores reais que semana (The Cosby Show foi assistido por 28,5 milhões, terminando em sétimo). Foi o episódio de uma série de televisão da Fox mais assistido da história. Ele permaneceu na posição até 1 de janeiro de 1995, quando um jogo de playoff's da National Football League entre o Minnesota Vikings e Chicago Bears alcançou 21,0 pontos de audiência. Até 2011, foi o episódio mais assistido da história de The Simpsons.